# Память Евстафия (линейный корабль, 1791)
«Память Евстафия» — 74-пушечный парусный линейный корабль Балтийского флота Российской империи. Один из девятнадцати кораблей типа «Ярослав». Был заложен 14 (25) июля 1790 года на Соломбальской верфи Архангельска, спущен на воду 24 мая (4 июня) 1791 года. Строительство велось корабельным мастером Михаилом Дмитриевичем Портновым.
Корабль принимал участие в войнах с Францией 1792—1797 и 1798—1800 годов.

## История службы
30 июня 1794 года корабль в составе эскадры под флагом контр-адмирала И. А. Повалишина вышел из Архангельска для перехода в Балтийское море. Эскадра совершила заходы в Эдинбург и Копенгаген, после чего 27 сентября пришла в Кронштадт.
1 июня 1795 года «Память Евстафия» в качестве флагмана эскадры вице-адмирала П. И. Ханыкова пошёл из Кронштадта в Англию, чтобы совместно с флотом Англии предпринять действия против Франции.
Эскадра зашла в Ревель, Копенгаген, и 27 июля прибыла на Дильский рейд, где соединилась с английским флотом. С 10 августа по 10 сентября объединённая эскадра крейсировала в Северном море блокируя побережье Голландии. До мая 1796 года «Память Евстафия» находился в Англии, а 19 мая снялся с рейда и, посетив Эдинбург и Копенгаген, 25 июля пришёл в Кронштадт.
В 1797 году корабль ходил в плавание в Финский залив.
4 июня 1798 года «Память Евстафия» в составе отряда перешёл из Кронштадта в Ревель, а 11 июня с эскадрой адмирала А. И. Круза отправился к острову Борнгольм в Балтийском море. В июне и июле 1798 года корабль крейсировал в районе островов Борнгольм и Христианcap, после чего 3 августа вернулся в Ревель, а 26 августа — в Кронштадт.
В 1800 году находился в практическом плавании, а 3 июля участвовал в показательных учениях у Красной Горки, за которыми наблюдал император Павел I.
В 1803 году корабль перешёл из Кронштадта в Ревель, где и был разобран 14 лет спустя.

## Командиры
Должность командира корабля занимали:
1. 1794 — А. Л. Симанский
2. 1795—1798 — капитан 1-го ранга Г. А. Сенявин
3. 1800—1802 — П. Ф. Бачманов
4. 1803 — Г. Д. Креницын